# Lalanne (Altos Pirenéus)
Lalanne é uma comuna francesa na região administrativa de Occitânia, no departamento dos Altos Pirenéus. Estende-se por uma área de 6,56 km². Em 2010 a comuna tinha 105 habitantes (densidade: 16 hab./km²).